# Afef Jnifen
Afef Jnifen (arabe : عفاف جنيفان), née le 3 novembre 1963 à Ben Gardane, est une mannequin et animatrice de télévision italo-tunisienne.

## Mode
Seule fille d'une fratrie de six enfants, son père Mohamed Jnifen a été ministre plénipotentiaire. À l'âge de 22 ans, elle part pour Paris afin de travailler en tant que top model. Elle est lancée par Jean-Paul Goude, photographe qui a également lancé Grace Jones, avec qui elle collabore pour quelques publicités, puis travaille pour des marques italiennes et françaises de luxe comme Giorgio Armani, Jean Paul Gaultier, Chanel ou Roberto Cavalli. Elle est proche également d'Azzedine Alaïa et sera d'ailleurs présente à son enterrement. Avec son entrée dans le monde de la mode, elle effectue des voyages dans de très nombreux pays, jusqu'à son arrivée en Italie, où elle épouse en 1990 l'avocat romain Marco Squatri et obtient la nationalité italienne.

## Télévision
Entre 1996 et 1997, elle apparaît à la télévision en tant qu'invitée à l'émission Maurizio Costanzo Show. En 1998, elle fait ses débuts comme présentatrice du magazine de Mediaset, Nonsolomoda. C'est là qu'elle fait la connaissance de l'entrepreneur Marco Tronchetti Provera, qu'elle épouse et dont elle a un fils.
C'est en 1999 qu'a lieu sa première expérience à la Rai avec la présentation, aux côtés de Fabrizio Frizzi, de Scommettiamo che...?. En 2004, elle présente Le Iene puis, en 2006, assiste Gene Gnocchi, le présentateur de l'émission La grande notte sur Rai Due (rôle de valletta).
En 2005, après une controverse entre elle et le président du Sénat, Marcello Pera, concernant l'intégration des musulmans en Italie, elle évoque une éventuelle candidature en vue des élections de 2006 sous les couleurs de l'Union des démocrates pour l'Europe, qui ne s'est toutefois pas concrétisée[source secondaire souhaitée].
En 2016 et 2017, elle est membre du jury de l'émission Project Runway Middle East (en) diffusée sur MBC 4,.